# パクス・アメリカーナ
パクス・アメリカーナ（羅: Pax Americana（））とは、「アメリカによる平和」という意味であり、超大国アメリカ合衆国の覇権が形成する「平和」である。ローマ帝国の全盛期を指すパクス・ロマーナ（ローマによる平和）に由来する。「パクス」は、ローマ神話に登場する平和と秩序の女神である。

## 定義
始まった時期については、以下の3説が一般的である。

### 第一次世界大戦終結（1918年）
第一次世界大戦終結後から第二次世界大戦までの間は、アメリカ合衆国以外にもイギリスやフランスなどが莫大な植民地を持っており、3つ以上の植民地帝国がしのぎを削る多極体制であった。

### 第二次世界大戦終結（1945年）
第二次世界大戦終結後の冷戦時代においては、アメリカ合衆国とソ連の2国が覇権を握る両極体制の下で「平和」な状況が継続したものであり、これを「パクス・ルッソ＝アメリカーナ（Pax Russo-Americana ロシアとアメリカの平和 なお、同時期の東側諸国における戦争のない状態を『パクス・ソヴィエティカ（ソヴィエトの平和）』とも称する）」と称することもある。しかし、この時期の「平和」の本質は、核の抑止力にあったため「パクス・アトミカ（Pax Atomica 原子の平和）」又は「核の平和（Pax Nuclei パクス・ヌクレイ又はPax Nuclearis パクス・ヌクレアリス）」とも称される。

### 湾岸戦争勝利・ソビエト連邦崩壊（1991年）
アメリカ合衆国が湾岸戦争で勝利を収め（1991年2月）、ソビエト連邦が崩壊した（同年12月）後は、基本的にアメリカ合衆国1国のみの主導による「平和」である。これは「アメリカ一極体制」と呼ばれる。

## 第一次世界大戦後
第一次世界大戦前のアメリカは世界最大の工業国であると同時に世界有数の債務国でもあった。しかし大戦中に協商国に借款を提供したため、大戦後のアメリカは世界最大の債権国に転じ、ニューヨークがロンドンと並ぶ国際金融市場になった。また、文化面では巨大な生産力を背景に大量生産・大量消費に基づくアメリカ的生活様式を生み出し、映画・ジャズ・プロスポーツに代表される、大衆文化と呼ばれる新しい文化が誕生。アメリカ発の大衆文化は1930年代にはいり西欧や日本にも定着した。国際政治に関しては、孤立主義を唱える共和党が1920年代の大統領選挙に連勝して、ハーディング・クーリッジ・フーヴァーと共和党の大統領が続き、アメリカはアメリカ大陸外への政治関与には消極的であった。よって国際政治面では経済面や文化面と異なり世界の中心的存在にならなかった。

## 冷戦時代
「パクス・アメリカーナ」とは、ソ連を盟主とする社会主義圏（東側諸国）に対抗する自由主義圏（西側諸国）の盟主として、アメリカ合衆国が北大西洋条約（NAT）や日米安全保障条約などを通して西側世界の軍事を引き受け、「核の傘」で資本主義諸国と西側世界を保護するとともに、マーシャル・プランなどによって西欧諸国の、エロア資金などによって日本・琉球・台湾の復興を支え、「ドルの傘」のなかで自由主義経済を編成する体制であったと概括することができる。
ただし、より正確に世界経済システムとしての性質を考慮すると、ドルの傘（ドル体制）、すなわち世界一の金保有量を誇ったアメリカ合衆国の「金ドル本位制」の側面と、IMF・GATT体制（「ブレトン・ウッズ体制」）という側面の2つにまとめることができる。後者は、「自由・無差別・多角主義」をスローガンとし、各国間の貿易や金融取引における障害を撤廃し、相互に自由平等な立場で競争をおこなうことによって、世界貿易の拡大、開発途上国の開発、国内の完全雇用を実現しようというものであった。

## 冷戦終結後
冷戦が終結すると、ヨーロッパにおける旧共産圏の諸国を含める形で「アメリカによる平和」は広がった。しかし、その後もなお世界各地（主にアジア、アフリカ、ヨーロッパ旧共産圏、ラテンアメリカ）において地域紛争やテロリズムは絶えてはいない。例えば、アフリカにおいては、ルワンダ大虐殺やダルフール虐殺など、人類史上稀に見る大惨事が立て続けに発生している。
アメリカによる一極支配が弱まる中、2009年1月20日にアメリカ合衆国大統領に就任したバラク・オバマは、新保守主義派の影響力が強かったジョージ・W・ブッシュ時代の政策から大きく転換し、「国際協調」を掲げている。しかし、その裏をかく形で中華人民共和国やロシアの軍拡・勢力圏の拡大を許してしまうのではないかとの懸念もある。これは、米ソデタント時代に見られた現象である。デタントの時期、表面的には両者の緊張は緩和していたが、裏でソ連は極秘裏にスカッド・ミサイルの配備や通常戦力の拡大を行い、アメリカ合衆国との軍事力の差を縮めていった。現代の世界情勢においても、今まではアメリカ合衆国の勢力圏だった一部南米諸国が左傾化し、ロシアや中国との接近を深め、アメリカは自国の勢力圏を失っている。
アメリカもロシアも中国も、帝国主義的、覇権主義的な性格を持っていることである。中国は台湾や琉球諸島に対する領土的野心をあらわにしており、また、ロシアも隣国を自国の「勢力圏」とみなし、親欧米路線を取っているウクライナ、グルジア、そして2009年に入って以降EUへ接近し始めたベラルーシに対して禁輸措置などを行い、強硬な圧力をかけている。
2013年にはアメリカの財政難から債務不履行（デフォルト）が起きそうになったり、アサド政権がレッドラインを超えたとして当初アメリカ主導で行う予定であったシリアへの軍事介入を取りやめた。

## パクス・アメリカーナとグローバリズム
パクス・アメリカーナがそれ以前の「超大国による平和」と異なる点 として、多国籍企業や非政府組織の世界政治への影響力拡大がある。これらの組織はアメリカの推進する「グローバル・スタンダード」によって各国で影響力を拡大しつつある。
なお、アメリカ合衆国主導のグローバリズムは、アメリカ国内産業の衰退や中国など新興国の経済発展にも関係しており、アメリカの弱体化にも繋がるものになっているため、グローバリズムはアメリカ国内でも伝統的保守派の反発を呼んでいる。